# NHL 2002
NHL 2002 је видео игра коју је издао EA Sports 2001. године. То је претходник NHL 2003. Човек са насловнице игре је суперзвезда Питсбург Пенгвинса и власник Марио Лемју, који се управо вратио након што је био у пензији три и по године. Био је то први део NHL серије који је објављен наXbox-у.

## Карактеристике
Била Клемента заменио је Дон Тејлор за NHL 2002. Тејлоров необичан и често слепстик стил коментара наишао је на мешани пријем код обожавалаца игре.

## ГБА верзија
NHL 2002 је била једина игра у серији која је објављена на Game Boy Advance. Ова верзија је ажурирани порт NHL 96 за СНЕС,  и садржи многе функције из тог прошлог наслова.

## Пријем
Верзија за Плејстејшн 2 добила је "универзално признање", док су остале верзије за конзоле добиле "генерално повољне критике", наводи се на веб локацији за прикупљање рецензија Метакритик. Џим Престон из Next Generation овог издања из децембра 2001. рекао је за верзију за PS2: „Само фрустрирајуће одбрамбене контроле нарушавају још један бриљантан напор EA Sports-а“. Часопис је касније рекао за Xbox верзију у свом последњем издању, „једини прави проблем који имамо је то што је дефанзивна вештачка интелигенција игре прилично мањкава, што донекле квари иначе невероватно искуство. У Јапану, где је бивша верзија конзоле портована за објављивање 7. фебруара 2002, Famitsu јој је дао оцену 29 од 40 
Кевин Краусе из GameZone-а дао је PS2 верзију 9.1 од 10, назвавши је „Значајним издањем по томе што је то прва PS2 игра која подржава Dolby™ Pro Logic и DTS™ звук. Ове технологије сараунд звука омогућавају реалистичан амбијентални сараунд звук какав никада раније нисте чули."  Кевин „Биф“ Гијакоби дао је компјутерској верзију 9 од 10, назвавши је „Одличном игром, али прави љубитељи хокеја који купују најновије и најбоље које нам ЕА даје сваке године неће видети много промена“.  Кристофер Ален из AllGame-а дао је истој компјутерској верзији три и по звездице од пет, међутим, рекавши: „Упркос немудрој одлуци да ангажује Дона Тејлора, НХЛ 2002 ће се више допасти аркадним акционим камповима него пуристима. Иако већина нових додатака не функционише онако како је планирано, охрабрујуће је видети примену нових идеја. NHL 2002 је забавна за играње, али није посебно тачна за спорт, који може узнемирити праве љубитеље хокеја својим измицањем од реализма.“ 
Особље часописа Computer Games Magazine номиновало је игру за најбољу спортску игру 2001. године, али је на крају доделило награду High Heat Baseball 2002.  Такође је био другопласирани у категорији годишње награде GameSpot а за најбољу традиционалну спортску конзолну игру, која је припала NBA 2K2. 